# جواو بيدرو رودريغوس
جواو بيدرو رودريغوس (بالبرتغالية: João Pedro Rodrigues) (و. 1966  م) هو مخرج أفلام، وكاتب سيناريو، ومونتير برتغالي، ولد في لشبونة.

## وصلات خارجية
- جواو بيدرو رودريغوس على موقع IMDb (الإنجليزية)
- جواو بيدرو رودريغوس على موقع ألو سيني (الفرنسية)
- جواو بيدرو رودريغوس على موقع أول موفي (الإنجليزية)
- جواو بيدرو رودريغوس على موقع قاعدة بيانات الأفلام السويدية (السويدية)
- جواو بيدرو رودريغوس على موقع قاعدة بيانات الفيلم (الإنجليزية)
- جواو بيدرو رودريغوس على موقع كينوبويسك (الروسية)